# ستيفي بيري
ستيفي لورين بيري (بالإنجليزية: Stevi Perry)‏ (ولدت في 5 يوليو 1990) مضيفة تلفزيونية وممثلة أمريكية وحاملة لقب مسابقة ملكة جمال توجت بمسابقة ملكة جمال مراهقات الولايات المتحدة الأمريكية 2008.قبل ذلك فازت بيري بلقب ملكة جمال أركنساس للمراهقات في الولايات المتحدة الأمريكية 2008 بعد أن شاركت في المسابقة لأول مرة. وكانت شقيقتها راشيل هاولز حاملة لقب ملكة جمال أركنساس في الولايات المتحدة الأمريكية 2008.
ظهرت في حلقة من برنامج مطبخ الجحيم في عام 2012، في المجال السينمائي كان لها تجارب تمثيلية بمشاركتها في فيلم قصير خارج المنزل عام 2011.

## نشأتها
تخرجت بيري من مدرسة هامبورغ الثانوية ودرست في أكاديمية نيويورك للأفلام.

## التتويج

### ملكة جمال مراهقات الولايات المتحدة الأمريكية
مثلت بيري ولاية أركنساس في مسابقة ملكة جمال مراهقات الولايات المتحدة الأمريكية 2008 التي أقيمت في جزيرة أتلانتس بارادايس، ناساو، جزر الباهاما، وهي أول مسابقة ملكة جمال مراهقات الولايات المتحدة الأمريكية تقام خارج الولايات المتحدة. وخلال أول مسابقة جمال لم تبث على الهواء مباشرة لملكة جمال مراهقات الولايات المتحدة الأمريكية في 16 أغسطس 2008، توجت بيري من قبل الملكة المنتهية ولايتها هيلاري كروز. كانت أول مراهقة من أركنساس تعود للفوز بلقب ملكة جمال مراهقات الولايات المتحدة الأمريكية. بعدما فازت أركنساس بمسابقة ملكة جمال الولايات المتحدة الأمريكية عام 1982 عندما توجت تيري أوتلي باللقب. وقبل فوزها كانت أركنساس قد مرت بأطول فترة من الزمن دون أن تحصل على أي مركز متقدم، وكان آخر مركز لها في عام 1985، عندما احتلت روندا آن هيرد ضمن المراكز العشرة الأولى. خلال فترة حكمها استمرت في الظهور نيابة عن منظمة ملكة جمال الكون إلى جانب الملكة كريستال ستيوارت، ملكة جمال الولايات المتحدة الأمريكية 2008 من تكساس، وديانا ميندوزا، ملكة جمال الكون 2008 من فنزويلا.

## روابط خارجية
- ستيفي بيري على إنستغرام